# 圣波拉
圣波拉，是西班牙巴伦西亚自治区阿利坎特省的一个市镇。总面积59km2，总人口19782人（2001年），人口密度335人/km2。